# Daulatpur (underdistrikt i Bangladesh, lat 23,94, long 89,82)
Daulatpur är ett underdistrikt i Bangladesh. Det ligger i den centrala delen av landet, 60 km väster om huvudstaden Dhaka.
Trakten runt Daulatpur består till största delen av jordbruksmark. Runt Daulatpur är det mycket tätbefolkat, med 1 177 invånare per kvadratkilometer.